# Koyamaia curvipes
Koyamaia curvipes is een hooiwagen uit de familie Sclerosomatidae.